# Nupe (narod)
Nupe je zapadnosudanski crnački narod iz središnjeg dijela zapadne Nigerije u krajevima gdje se sastaju rijeke Niger i Kaduna. Nupe jezično pripadaju porodici Niger-Congo grani Benue-Congo. Glavna plemena su Beni, Zam, Batache ili Bataci i Kede ili Kyedye, Benu, Kusopa, Dibo, Gana-Gana, Kakanda, Basa, Cekpan, i Kupa. 
Nupe su svojim susjedima poznati pod različitim imenima. Narod Yoruba naziva ih Takpa, a Hause Nufawa (u sing.  Banufe). Kod naroda Gwaris poznati su kao Anupey, dok sami sebe nazivaju Nupecizi (sing. Nupeci). 
Nupe naseljavaju obale Nigera od 15 stojeća, a kraljevstvo osniva Tsoede (rođen 1465.) alias Edegi, sin Nupe-majke i oca iz plemena Igala. Pod vlast muslimanskog naroda Fulana dolaze 1830.-tih, nakon čega primaju islam. Bave se ribolovom.  Glavne svečanosti Nupelanda su Bariki u Bidi, festival Gani u Kutigi i Pategi Regata sa živopisnim kanuima na rijeci Niger. 
Proučavao ih je Siegfried F. Nadel (1903-1956)